# Nabój .357 SIG
.357 SIG (.357 Auto) – nabój pistoletowy opracowany na zlecenie firmy SIG w 1993 roku.
Na początku lat 90. XX wieku powstał eksperymentalny nabój 9 × 22 mm Major. Była to wersja naboju .40 S&W w której w przeszyjkowanej łusce naboju .40 osadzono pocisk kalibru 9 mm. Nowy nabój nie był seryjnie produkowany, ale badania wykazały, że jest znacznie lepszy od naboju 9 × 19 mm Parabellum, dorównując rewolwerowemu nabojowi .357 Magnum.
Wyniki prób naboju 9 mm Major były śledzone przez koncern SIG planujący rozpoczęcie produkcji nowoczesnego naboju o parametrach dorównującego .357 Magnum. Konstruktorzy firm SIG i Federal wydłużyli łuskę naboju 9 mm Major o 0,5 mm i po próbach, w 1993 roku firma Federal rozpoczęła produkcję nowego naboju jako .357 SIG. Jednocześnie na rynek wprowadzono pistolet SIG-Sauer P229 strzelający nowym nabojem. Inny pistolet na ten nabój to Glock 31.